# Chris Mueller (soccer)
Pour les articles homonymes, voir Chris Mueller.
Chris Mueller, né le 29 août 1996 à Schaumburg dans la banlieue de Chicago, est un joueur international américain de soccer. Il évolue au poste d'attaquant au Fire de Chicago en MLS.

## Biographie

### Parcours en club
Il est repêché en sixième position par le Orlando City SC lors de la MLS SuperDraft de 2018.
Il termine deuxième au classement de la Trophée de la recrue de l'année de la MLS 2018 derrière Corey Baird.

### Parcours en sélection
Le 30 novembre 2020, Chris Mueller est convoqué pour la première fois en équipe des États-Unis par le sélectionneur national Gregg Berhalter, pour un match amical contre le Salvador,. 
Le 9 décembre 2020, il honore sa première sélection en tant que titulaire contre le Salvador. Lors de ce match, il inscrit son premier doublé en sélection et délivre une passe décisive en faveur de son coéquipier Ayo Akinola. Le match se solde par une large victoire 6-0 des Américains. Il est élu joueur du match. Puis, le 24 janvier 2021, il est de nouveau convoqué pour un match amical contre Trinité-et-Tobago.

## Palmarès

### En club
- Badgers du Wisconsin
  - Vainqueur du tournoi du Big Ten (en) en 2017

- Orlando City SC
  - Finaliste du tournoi MLS is Back en 2020

### Distinctions personnelles
- Meilleur joueur offensif de l'année du Big Ten en 2017[9]
- Membre de la 1re équipe-type du Big Ten en 2016[10] et 2017
- Membre de la 1re équipe-type du Midwest en 2016[11] et 2017[12]
- Membre de la 2e équipe-type All-American en 2017[13]
- Membre de la 3e équipe-type All-American en 2016[14]

## Statistiques

### Statistiques en club
| Saison                | Club                  | Championnat           | Championnat | Championnat | Championnat | Coupe(s) nationale(s) | Coupe(s) nationale(s) | Coupe(s) nationale(s) | Compétition(s) continentale(s) | Compétition(s) continentale(s) | Compétition(s) continentale(s) | Compétition(s) continentale(s) | Séries | Séries | Séries | Autres compétitions | Autres compétitions | Autres compétitions | Autres compétitions | États-Unis | États-Unis | États-Unis | Total | Total | Total |
| Saison                | Club                  | Division              | M.          | B.          | P.d.        | M.                    | B.                    | P.d.                  | Comp.                          | M.                             | B.                             | P.d.                           | M.     | B.     | P.d.   | Comp.               | M.                  | B.                  | P.d.                | M.         | B.         | P.d.       | M.    | B.    | P.d.  |
| 2018                  | Orlando City          | MLS                   | 32          | 3           | 5           | 2                     | 0                     | 0                     | -                              | -                              | -                              | -                              | -      | -      | -      | -                   | -                   | -                   | -                   | -          | -          | -          | 34    | 3     | 5     |
| 2019                  | Orlando City          | MLS                   | 29          | 5           | 3           | 4                     | 1                     | 0                     | -                              | -                              | -                              | -                              | -      | -      | -      | -                   | -                   | -                   | -                   | -          | -          | -          | 33    | 6     | 3     |
| 2020                  | Orlando City          | MLS                   | 22          | 10          | 6           | -                     | -                     | -                     | -                              | -                              | -                              | -                              | 2      | 0      | 0      | MiB                 | 4                   | 0                   | 0                   | 1          | 2          | 1          | 29    | 12    | 7     |
| 2021                  | Orlando City          | MLS                   | 29          | 3           | 6           | -                     | -                     | -                     | LC                             | 1                              | 0                              | 0                              | 1      | 0      | 0      | -                   | -                   | -                   | -                   | 1          | 0          | 0          | 32    | 3     | 6     |
| Sous-total            | Sous-total            | Sous-total            | 112         | 21          | 20          | 6                     | 1                     | 0                     | -                              | 1                              | 0                              | 0                              | 3      | 0      | 0      | -                   | 4                   | 0                   | 0                   | 2          | 2          | 1          | 128   | 24    | 21    |
| 2021-2022             | Hibernian FC          | Premiership           | 11          | 0           | 0           | 4                     | 1                     | 0                     | -                              | -                              | -                              | -                              | -      | -      | -      | -                   | -                   | -                   | -                   | -          | -          | -          | 15    | 1     | 0     |
| 2022                  | Fire de Chicago       | MLS                   | 24          | 4           | 5           | -                     | -                     | -                     | -                              | -                              | -                              | -                              | -      | -      | -      | -                   | -                   | -                   | -                   | -          | -          | -          | 24    | 4     | 5     |
| 2023                  | Fire de Chicago       | MLS                   | 10          | 2           | 0           | 1                     | 0                     | 0                     | LCup                           | 0                              | 0                              | 0                              | -      | -      | -      | -                   | -                   | -                   | -                   | -          | -          | -          | 11    | 2     | 0     |
| Sous-total            | Sous-total            | Sous-total            | 34          | 6           | 5           | 0                     | 0                     | 0                     | -                              | 0                              | 0                              | 0                              | 0      | 0      | 0      | -                   | -                   | -                   | -                   | -          | -          | -          | 34    | 6     | 5     |
| Total sur la carrière | Total sur la carrière | Total sur la carrière | 157         | 27          | 25          | 10                    | 2                     | 0                     | -                              | 1                              | 0                              | 0                              | 3      | 0      | 0      | -                   | 4                   | 0                   | 0                   | 2          | 2          | 1          | 177   | 31    | 26    |